# Cratérope masqué
Turdoides melanops
Espèce
Statut de conservation UICN

 LC  : Préoccupation mineure
Le Cratérope masqué (Turdoides melanops) est une espèce de passereau de la famille des Leiothrichidae.

## Répartition
Son aire s'étend de part et d'autre du bassin de l'Okavango